# Roger Edwards
Roger Anthony Edwards (nacido en 1946 en Brinkworth, Wiltshire, Reino Unido) es un ex Royal Marine, que ha servido como miembro de la Asamblea Legislativa para el distrito de Camp desde las elecciones generales de 2009, ganando la reelección en 2013 y 2017. No postuló nuevamente a la Asamblea en las elecciones generales de 2021. Anteriormente fue miembro del Consejo Legislativo en el período 2001-2005 y es el padre de la política Emma Edwards.
Edwards se unió a la Infantería de Marina en 1963, pero fue trasladado a Fleet Air Arm de la Royal Navy en septiembre de 1965, antes de pasar a la Britannia Royal Naval College donde se entrenó para ser un piloto de la Royal Air Force en Linton-on-Ouse. De 1973 a 1975, Edwards sirvió en el HMS Endurance, mientras patrullaba las aguas territoriales de las Malvinas. Él se unió a la Special Air Service en 1982 durante la guerra de las Malvinas.
En 1982 Edwards se retiró de las fuerzas armadas y compró una granja en la isla Gran Malvina con su esposa, Norma (una malvinense). Sus carteras actuales como miembro de la asamblea legislativa son Hacienda y Fiscalidad y Europa.
Edwards es declarado «de línea dura contra los argentinos» por el conflicto de soberanía.